# چیورنایا کالیتوا
چیورنایا کالیتوا (روسی: Чёрная Калитва) یک رودخانه در استان بلگورود کشور روسیه است.